# Rudolf Lauscha senior
Rudolf Lauscha senior (* 22. September 1925; unbekannt) war ein österreichischer Radrennfahrer und nationaler Meister im Radsport.

## Sportliche Laufbahn
Lauscha war im Straßenradsport und im Bahnradsport aktiv. Er wurde 1946 Unabhängiger. 1949 und 1952 siegte er in der nationalen Meisterschaft im Straßenrennen. 1951 gewann er zwei Etappen in der Österreich-Rundfahrt. Dieses Etappenrennen bestritt er sechsmal. Bei seiner ersten Rundfahrt kam er nicht ins Ziel. 1950 wurde er 26., 1951 24., 1952 26., 1953 27. und 1954 40. Mehrfach startete er dabei in der Nationalmannschaft. In der Ungarn-Rundfahrt 1949 wurde er Zweiter hinter André Labeylie aus Frankreich. 1950 gewann er das traditionsreiche Wiener Rathauskriterium.
Auf der Bahn gewann Lauscha 1950 den nationalen Titel in der Einerverfolgung.